# Eduard Grenzner i Fellner
Eduard Grenzner i Fellner   (Barcelona, 24 de juny de 1833 - Barcelona, 19 de juliol de 1908) fou un pintor barceloní, seguidor de diversos moviments artístics com són el romanticisme, el realisme i el natzarenisme.

## Orígens

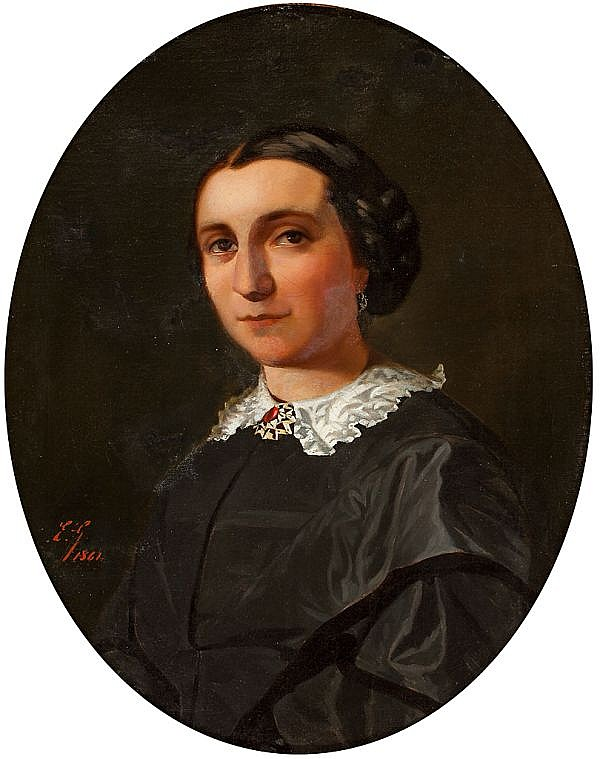
Retrat de Lluïsa Xipell i Pasarrius, cunyada de l'artista

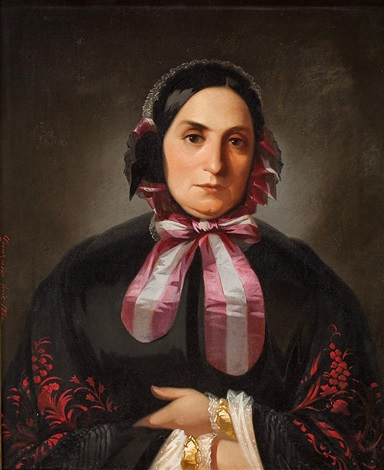
Retrat de Manolita Grenzner i Fellner, germà de l'artista

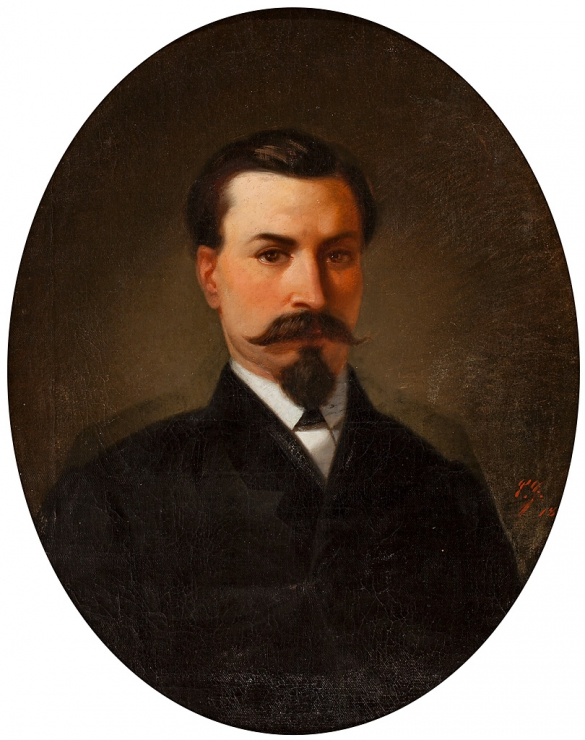
Retrat de Llorenç Grenzner, germà de l'artista

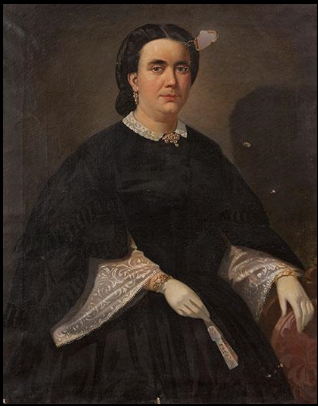
Retrat femení

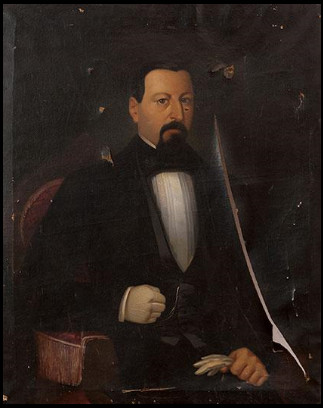
Retrat masculí

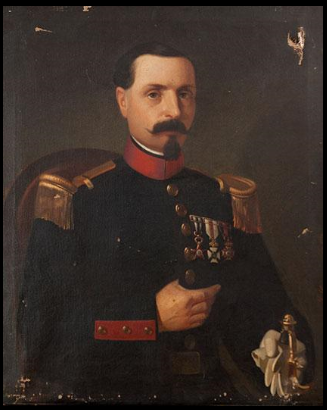
Retrat masculí

La vida d'Eduard Grenzner com a artista barceloní està directament relacionada amb el fet que el seu pare Vicenç Grenzner i Hellner, natural de Blottendorf (a l'antiga Bohèmia alemanya i actual Polevsko a la República Txeca) es va veure obligat a traslladar-se a Barcelona a causa de la mala situació que vivien a la Bohèmia després de les Guerres Napoleòniques. Un cop cop a la ciutat comtal, es va casar amb Rosa Fellner i Oller, la mare d'Eduard i quatre germans més: Manolita, Llorenç, Carles i Dolors, dels quals l'artista va realitzar un bon nombre de retrats. D'aquests quatre germans, s'ha de destacar a Carles, ja que fou un notable constructor de rellotges estil imperi a Madrid.
Pel que fa a l'estatus social, la família de l'artista era de classe alta. El seu pare, com a representant de vidre i porcellana es guanyà bé la vida; fet que propicià que Eduard pogués estudiar a la Reial Acadèmia de Belles Arts durant gairebé 10 anys. Posteriorment, ja com a pintor reconegut, Eduard es mogué en cercles alts de la societat (va ser bon amic de Joaquim Vayreda) i la seva obra va tenir bona acollida entre la burgesia barcelonina. El fet de ser de família benestant li permeté viatjar arreu del món. Alguns d'aquests viatges, dels quals va tornar enriquit, foren a: Roma, Cuba, Canadà i Islàndia. De tots aquests viatges destaca un per sobre dels altres: el viatge a Cuba, on es va casar amb Manuela Gronher Cluino, natural de l'Havana.
Va viure al barri de Sant Gervasi i va morir el dia 19 de juliol de 1908 al seu domicili del carrer de Mercader. Val a dir que ja havia enviudat anys enrere.

## Estudis (1844-54)
Eduard Grenzner va estar matriculat a la Reial Acadèmia Catalana de Belles Arts de Sant Jordi, a l'edifici de la Llotja de Barcelona, des del curs 1844-45 al 1853-54. El primer curs, va començar el 15 de setembre de 1844 i va finalitzar el maig de 1845. Grenzner es matricula per primer cop a l'assignatura d'Ornato. També consta matriculat en aquesta assignatura el gener de 1846 segons el Borrador manual que conté els alumnes premiats amb l'Estampa que passen de classe.
L'artista va obtenir diversos premis en metàl·lic i mencions honorífiques a les assignatures d'Ornato copia de estampa, Ornato en plástica, Ornato en yeso, Pies y manos y Dibujo de la figura humana durant els anys 1846-51 i 1853. Això informa que Grenzner estava matriculat a l'Escola de Llotja en aquests anys, ja que entre el cursos 1844-45 i 1850-51 no hi ha llibres de matrícula. Els llibres de matrícula per assignatures del curs 1850-51 al 1858-59 contenen la informació relativa a la matrícula de Grezner a les assignatures de Pies y manos, Cabezas, Figuras, Antiguo, Anatomia, Teoria e Historia de las Bellas Artes, Flores i Colorido y composicion des del curs 1850-51 al 1853-54. Aquests llibres contenen dades d'interès biogràfic com ara el nom del pare de l'artista, que es deia Vicente Grenzner, l'edat que tenia Grenzner en cada moment i el carrer de Barcelona on residien. Posseïen diversos números del carrer Canvis nous en el qual tenien una botiga.
A l'Acadèmia, va ser alumne de professors coneguts com a Claudio Lorenzale, Pelegrí Clavé, Manuel Vilar, Francesc Cerdà i Pau Milà.

## Estil artístic
En l'obra artística del pintor, destaca el gènere del retrat. Al llarg de la seva vida va realitzar un gran nombre de retrats per encàrrecs particulars, però no només realitzava retrats per encàrrecs, sinó que també va retratar gran part de la seva família. En aquests retrats es pot observar clarament la seva concepció artística.
Sobretot, Grenzner va ser un pintor realista. Va estar influenciat pel pintor realista català, Joaquim Vayreda, amb qui es va reunir l'any 1860. Les seves obres pretenen mostrar una representació fidedigna de la realitat, i per aquesta raó desprenen objectivitat. Alhora, també s'aprecia la serenitat típica del natzarenisme. I és que, Eduard Grenzner, va ser un pintor natzaré, ja que va realitzar un gran nombre d'obres de temàtica religiosa. D'aquestes obres no hi ha imatges digitalitzades, ja que la majoria d'elles pertanyen a col·leccions privades. La concepció artística natzarenista ve donada pel fet que anys enrere de l'arribada d'Eduard a l'Acadèmia, els artistes Claudio Lorenzale, Pelegrí Clavé, Manuel Vilar, Francesc Cerdà i Pau Milà, posteriorment professors seus, van viatjar a Roma i van romandre allà entre els anys 1834-1841. D'aquesta manera és com van entrar en contacte amb altres artistes coneguts per ser seguidors y propagadors de l'estil natzarenista com Tommaso Minardi, Antonio Bianchini, Johann Friedrich Overbeck (pioner del natzarenisme) i Pietro Tenerani. Anys més tard, no només van adaptar l'estil d'aquells artistes, sinó que van influenciar als seus alumnes amb aquest estil.

## Exposicions col·lectives i obres presentades
Grenzner va participar en tres exposicions de l'Asociación de Amigos de las Bellas Artes de Barcelona dels anys 1855, 1857 i 1858 i l'any 1933 es va exposar obra seva a una mostra celebrada al salo-mirador de les Galeries Laietanes de Barcelona. A continuació es poden veure els catàlegs de les diferents exposicions en que el pintor participà; en ells s'hi poden trobar les obres que va exposar en les diferents exposicions col·lectives.
- I Saló Mirador: Cent anys de retrat femení en la pintura catalana 1830-1930: ...del 15 al 29 d'abril de 1933.
- 1855: Asociación de Amigos de las Bellas Artes, Barcelona. Reglamento de la Asociación de Amigos de las Bellas Artes.
- 1857: Asociación de Amigos de las Bellas Artes, Barcelona. Exposición anual de 1857: Cátalogo de obras expuestas.
- 1859: Asociación de Amigos de las Bellas Artes, Barcelona. Exposición anual de 1859: Catálogo de obras expuestas.